# Movceanivka, Pidvolociîsk
Movceanivka (în ucraineană Мовчанівка) este un sat în comuna Kameankî din raionul Pidvolociîsk, regiunea Ternopil, Ucraina.

## Demografie
Componența lingvistică a localității Movceanivka
     Ucraineană (99,53%)
     Alte limbi (0,47%)
Conform recensământului din 2001, majoritatea populației localității Movceanivka era vorbitoare de ucraineană (99,53%), existând în minoritate și vorbitori de alte limbi.